# Вилађо деј Платани (Бреша)
Вилађо деј Платани је насеље у Италији у округу Бреша, региону Ломбардија.
Према процени из 2011. у насељу је живело 262 становника. Насеље се налази на надморској висини од 161 м.